# Liste der Ehrenbürger von Lörrach
Das Ehrenbürgerrecht ist die höchste Auszeichnung der baden-württembergischen Großen Kreisstadt Lörrach.
Seit 1818 wurden 14 Personen das Ehrenbürgerrecht ausgesprochen. Im Zuge der Eingemeindung der Gemeinden Brombach, Haagen und Tumringen wurden die dort verliehenen Ehrenbürgerschaften übernommen.
Wegen der bestehenden Ehrenbürgerschaft des Malers und Dichters Hermann Burte, einem Verfechter der völkischen Ideologie und Anhänger der nationalsozialistischen Ideen, lehnte Bundespräsident Theodor Heuss die ihm angetragene Ehrenbürgerschaft Lörrachs ab.
Hinweis: Die Auflistung erfolgt chronologisch nach Datum der Zuerkennung.

## Die Ehrenbürger der Stadt Lörrach
1. Franz Columban Maier (* 1786; † 1850)
Großherzoglicher Kreissteuer-Peraeguator
Verleihung 1818
2. Reinhard Schellenberg (* 1814; † 1890)
Evangelischer Dekan in Lörrach und Oberkirchenrat in Karlsruhe
Verleihung 1873
3. Oskar Grether (* 1875; † 1929)
Kaufmann in Basel, Wohltäter, Pharmazeut
Verleihung 1920 in Tumringen
4. Karl Friedrich Müller (* 1848; † 1929)
Bürgermeister von Haagen (1878–1922)
Verleihung 1922 in Haagen
5. Erwin Gugelmeier (* 15. Januar 1879 in Bühl; † April/Mai 1945)
Oberbürgermeister der Stadt Lörrach (1906–1927)
Verleihung 1927
6. Walter Köhler (* 30. September 1897 in Weinheim; † 9. Januar 1989 in Weinheim)
Ministerpräsident von Baden
Verleihung 1933 in Haagen
7. Adolf Ohm (* 1869; † 1937)
Landwirt und Bürgermeister
Verleihung 1935 in Tumringen
8. Ernst Schultz (* 1869; † 1937)
Sparkassendirektor, Gründer des Lörracher Heimatmuseums und dessen Leiter (1932–1951)
Verleihung 1936
9. Hermann Burte (* 15. Februar 1879 in Maulburg; † 21. März 1960 in Lörrach)
Kunstmaler und Dichter
Verleihung 1939
10. Max Laeuger (* 30. September 1864 in Lörrach; † 12. Dezember 1952 in Lörrach)
Architekt, Kunstmaler, Keramiker und Kunsterzieher
Verleihung 1939
11. Franz Ehret (* 1868; † 1951)
Bürgermeister von Brombach (1919–1933 und 1945–1946)
Verleihung 1948 in Brombach
12. Ernst Rösch (* 1867; † 1953)
Landtagsabgeordneter in der Weimarer Republik
Verleihung 1948 in Haagen
13. Wilhelm Schöpflin (* 1881; † 1952)
Fabrikant, Förderer von Kunst und Kultur
Verleihung 1951 in Haagen
14. Julius Wilhelm (* 1873; † 1961)
Denkmalpfleger des Kreises Lörrach
Verleihung 1953
15. Hans Schöpflin (* 1906; † 1985)
Fabrikant und Förderer der Kunst
Verleihung 1956 in Haagen
16. Gaston Perrot (* 1898; † 1980)
Bürgermeister der Stadt Sens, Gründer der Städtepartnerschaft zwischen Sens und Lörrach
Verleihung 1968
17. Hans Stössel (* 1893; † 1977)
Generaldirektor der Firma KBC
Verleihung 1963
18. Albert Scheer (* 1885; † 1977)
Bäcker, Gemeinderat in Haagen (1919–1933 und 1945–1965), stellvertretender Bürgermeister der Gemeinde Haagen
Verleihung 1965 in Haagen
19. Adolf Strübe (* 1881; † 1973)
Kunstmaler und Bildhauer
Verleihung 1971
20. Etienne Braun (* 1925)
Oberbürgermeister der Stadt Sens
Verleihung 1976
21. Egon Hugenschmidt (* 24. Juni 1925 in Lörrach-Stetten; † 11. April 2010)
Oberbürgermeister der Stadt Lörrach (1960–1984)
Verleihung 1983
22. Hans Unterseh (* 1930; † 2006)
Generaldirektor der Firma KBC
Verleihung 1996
23. Helmut Bürgel (* 1951)
Kulturreferent mit Kulturabteilung und Gründer des Stimmen-Festivals
Verleihung 2012
24. Gudrun Heute-Bluhm (* 1957)
Oberbürgermeisterin von Lörrach (1995–2014)
Verleihung 2014
25. Rainer Offergeld (* 1937)
Oberbürgermeister von Lörrach (1978–1982)
Verleihung 2018